# Lucius Cassius Longinus Ravilla
Lucius Cassius Longinus, wegen seiner graugelben Augenfarbe Ravilla genannt, war ein römischer Politiker und Konsul.
Lucius Cassius Longinus Ravilla entstammte der gens Cassia, einer der ältesten plebejischen Familien des Römischen Reichs, die in der Römischen Republik und bis in die Kaiserzeit zahlreiche Konsuln und andere bedeutende Politiker wie z. B. den Cäsarmörder Gaius Cassius Longinus gestellt hat.
Wie bei den Söhnen aus Familien der Nobilität üblich, strebte der in der ersten Hälfte des 2. Jahrhunderts v. Chr. geborene Lucius eine senatorische Laufbahn an. Er wurde für das Jahr 137 v. Chr. zu einem der 10 Volkstribunen gewählt. Er führte in seinem Amtsjahr mit der lex Cassia Tabellaria den geheimen und schriftlichen Urteilsbeschluss im Gerichtsverfahren ein, um dem Stimmenkauf zu begegnen. So konnte nachträglich nicht mehr festgestellt werden, welcher Richter für oder gegen einen Antrag gestimmt hatte. Dieser Antrag, die schriftliche Abstimmung mit Ausnahme in Hochverratsprozessen einzuführen, wurde in den für die Gesetzgebung zuständigen Komitien von den Tribus angenommen.
Er selbst wurde nach Durchlaufen der üblichen Ämterfolge zusammen mit Lucius Cornelius Cinna für das Jahr 127 v. Chr. zum Konsul gewählt. Im Jahr 125 v. Chr. war er zusammen mit Gnaeus Servilius Caepio Zensor. In ihrer Amtszeit leiteten sie die Aqua Tepula nach Rom um, um dort in der wachsenden römischen Kapitale die Wasserversorgung zu verbessern. 
Nach seiner Amtszeit war er Richter. Er galt als besonders streng und bekämpfte die sich ausbreitende Korruption führender Senatoren. Unter anderem bestrafte er seinen persönlichen und politischen Gegner Marcus Aemilius Lepidus Porcina wegen dessen übermäßigen Luxus. Typisch für seine Verhandlungsweise vor Gericht war die Frage Cui bono („wem nützt es“). Als das Volk mit der laschen Verhandlungsführung eines Gerichts im großen Vestalinnenprozess ab 115 v. Chr. um den angeblich unsittlichen Lebenswandels einiger Vestalinnen unzufrieden war, wählten die Komitien auf Antrag des Volktribuns Sextus Peducaeus im Jahr 113 v. Chr. Lucius Cassius Longinus zum Richter eines Sondergerichts, das die zuvor freigesprochenen Vestalinnen Licinia und Marcia zum Tode verurteilte.